# Copa del Pacifico
Copa del Pacifico – rozgrywany w latach 1953-2006 turniej towarzyski między reprezentacjami Peru i Chile w piłce nożnej.

## Zwycięzcy
- 2006 :  Chile
- 1988 :  Chile
- 1983 :  Chile
- 1982 :  Peru
- 1971 :  Chile/ Peru
- 1968 :  Chile
- 1965 :  Chile
- 1954 :  Peru
- 1953 :  Peru